# BUG也無妨
《BUG也無妨》（日语： Bagutte Iijan）是日本女子偶像組合HKT48的第9張單曲，於2017年2月15日由EMI RECORDS/UNIVERSAL MUSIC發行。中心成員由指原莉乃擔當。

## 概要
與前作《最棒了唷》將近約5個月的距離的2017年第1張單曲。歌曲的選拔成員在媒體配信《SHOWROOM》發表。選拔成員有16名。指原莉乃以AKB48名義，並在選拔總選舉獲得擔任單曲「恋爱的幸运饼干」「Halloween Night」「LOVE TRIP/分享幸福」的中心成員，首次以HKT48名義成為中心成員。其中駒田京伽（Team H），冨吉明日香（Team KIV）、荒巻美咲、今村麻莉愛（Team TII）、小田彩加、武田智加、地頭江音音、月足天音（研究生）初次成為選拔成員。下野由貴在第1張單曲《喜歡！喜歡！小跳步！》以來約3年11個月之久。
單曲分為Type A・B・C・劇場版。《BUG也無妨》以及《不可避免的情人》收錄於所有版本。Type A・B・C的DVD收錄了特典影片《HKT48和合同婚姻》。Type A收錄了4期生的歌曲《在白线內側》，Type B收錄了白金女孩的歌曲《我的白日夢》，Type C收錄了鑽石女孩的歌曲《吻真的太遠了》。

## 封面写真
| Type A | 小田彩加、兒玉遥、指原莉乃、武田智加、地頭江音音、月足天音、松岡花、宮脇咲良   |
| Type B | 荒巻美咲、今村麻莉愛、兒玉遥、指原莉乃、田中優香、朝長美桜、松岡花、宮脇咲良   |
| Type C | 井上由莉耶、兒玉遥、駒田京伽、指原莉乃、下野由貴、冨吉明日香、松岡花、宮脇咲良 |
| 劇場盤 | 兒玉遥、指原莉乃、松岡花、宮脇咲良                                             |

## 媒體使用
BUG也無妨
- TBS動漫電視台《神奇萬達》片头曲。[7]

## 收錄歌曲

### Type A
CD
1. 《BUG也無妨》（バグっていいじゃん）
（作詞：秋元康，作曲：ジマエモン，編曲：佐々木裕）
2. 《不可避免的情人》（必然的恋人）
（作詞：秋元康，作曲、編曲：池澤聡）
3. 《在白线內側》（白線の内側で）- 4期生
（作詞：秋元康，作曲：井上トモノリ，編曲：板垣祐介）
4. 《BUG也無妨》 off vocal ver.
5. 《不可避免的情人》 off vocal ver.
6. 《在白线內側》 off vocal ver.

DVD
1. 《BUG也無妨》
2. 《不可避免的情人》
3. 《HKT48和合同婚姻》 Vol.1

### Type B
CD
1. 《BUG也無妨》
2. 《不可避免的情人》
3. 《我的白日夢》（僕だけの白日夢）- 白金女孩
（作詞：秋元康，作曲、編曲：川浦正大）
4. 《BUG也無妨》 off vocal ver.
5. 《不可避免的情人》 off vocal ver.
6. 《我的白日夢》 off vocal ver.

DVD
1. 《BUG也無妨》
2. 《我的白日夢》
3. 《HKT48和合同婚姻》 Vol.2

### Type C
CD
1. 《BUG也無妨》
2. 《不可避免的情人》
3. 《吻真的太遠了》（キスが遠すぎるよ）- 鑽石女孩
（作詞：秋元康，作曲：多田慎也，編曲：山田祐輔）
4. 《BUG也無妨》 off vocal ver.
5. 《不可避免的情人》 off vocal ver.
6. 《吻真的太遠了》 off vocal ver.

DVD
1. 《BUG也無妨》
2. 《吻真的太遠了》
3. 《HKT48和合同婚姻》 Vol.3

### 劇場盤
CD
1. 《BUG也無妨》
2. 《不可避免的情人》
3. 《HKT48家族》（HKT48ファミリー）
（作詞：秋元康，作曲：丸谷マナブ、本柳タカヲ，編曲：	APAZZI）
4. 《BUG也無妨》 off vocal ver.
5. 《不可避免的情人》 off vocal ver.
6. 《HKT48家族》 off vocal ver.

## 選拔成員

### BUG也無妨
（中心成員：指原莉乃）
- Team H：井上由莉耶、駒田京伽、指原莉乃
- Team H / AKB48 Team K：兒玉遥
- Team KIV：下野由貴、田中優香、冨吉明日香
- Team KIV / AKB48 Team A：宮脇咲良
- Team KIV / AKB48 Team 4：朝長美桜
- Team TII：荒巻美咲、今村麻莉愛、松岡花
- 研究生：小田彩加、武田智加、地頭江音音、月足天音

### 不可避免的情人
（中心成員：松岡花）
- Team H：神志那結衣、指原莉乃、田島芽瑠、田中美久、松岡菜摘
- Team H / AKB48 Team K：兒玉遥
- Team H / AKB48 Team B：矢吹奈子
- Team KIV：渕上舞、本村碧唯、森保圓
- Team KIV / AKB48 Team A：宮脇咲良
- Team KIV / AKB48 Team 4：朝長美桜
- Team TII：栗原紗英、松岡花、山下艾米丽
- 研究生：武田智加

### 在白线內側
「四期生」名義
（中心成員：武田智加、地頭江音音）
- 研究生：運上弘菜、小田彩加、堺萌香、清水梨央、武田智加、地頭江音音、月足天音、豊永阿紀、松本日向、宮﨑想乃

### 我的白日夢
「白金女孩」名義
（中心成員：荒巻美咲、坂本愛玲菜）
- Team H：秋吉優花、井上由莉耶、駒田京伽、坂口理子、田中菜津美
- Team KIV：植木南央、多田愛佳、下野由貴、田中優香、冨吉明日香、村重杏奈
- Team TII：荒巻美咲、今村麻莉愛、坂本愛玲菜、村川緋杏
- 研究生：小田彩加、地頭江音音、月足天音

### 吻真的太遠了
「鑽石女孩」名義
（中心成員：山本茉央）
- Team H：宇井真白、上野遥、岡本尚子、山田麻莉奈、山本茉央
- Team KIV：今田美奈、岩花詩乃、熊澤世莉奈、深川舞子
- Team TII：筒井莉子、外薗葉月、山内祐奈
- 研究生：運上弘菜、堺萌香、清水梨央、豊永阿紀、松本日向、宮﨑想乃

### HKT48家族
（中心成員：指原莉乃）
- 2017年2月5日時的全部HKT48成員。

## 外部連結
- BUG也無妨（页面存档备份，存于） - HKT48 OFFICIAL WEB SITE （日語）
- 环球音乐的介绍页面（日語）
  - Type A（页面存档备份，存于）
  - Type B（页面存档备份，存于）
  - Type C（页面存档备份，存于）
- YouTube上的【MV】バグっていいじゃん（Short ver.）
- YouTube上的【MV】バグっていいじゃん -カミワザ・ワンダ オープニング CG ver.
- YouTube上的バグっていいじゃん スピンオフMV